# 祇園東
祇園東（ぎおんひがし）は京都市東山区花見小路通四条上ル東側に位置する花街。
江戸初期に八坂神社の門前で営業された水茶屋がこの花街の始まりである。後に行政からも花街として公認されることになったが、この際に団子をモチーフにした紋章が作られた。この紋章は 現在も祇園甲部と祇園東の紋章として使われている。江戸末期にはお茶屋が500軒、芸妓、舞妓、娼妓合わせて1000人以上いたといい、文人や政治家等に愛され大いに繁栄した。
明治14年（1881年）に入り、祇園甲部から分離独立した。一時は『祇園乙部』と称されたが、戦後は名称を『祇園東』に改め現在に至る。
祇園東の一帯はかつて膳所藩屋敷が存在していたことから地元では『膳所裏』と呼ばれていた。
近年の芸妓数減少で後継者難を極めている。
毎年、秋になると「祇園をどり」が開催される。舞踊の流派は篠塚流、井上流を経て現在は藤間流。

## 主な行事
祇園東にはこのような行事があり、かつて温習会、練り物が催されていたが現在は廃絶になっている。
- 始業式
- 節分
- 京都五花街合同公演
- 祇園祭
- 八朔
- 祇園をどり
- 顔見世総見
- 事始め